# Eublemmara
Eublemmara là một chi bướm đêm thuộc họ Erebidae.